# Como Você Nunca Viu
Como Você Nunca Viu é o décimo segundo álbum de estúdio da dupla Rayssa & Ravel, lançado em 2008 pela gravadora MK Music.
O álbum trouxe uma sonoridade diferente do estilo musical da dupla, mesclando o congregacional com uma roupagem mais pop, além de explorar as vozes da dupla em notas mais altas do que era de costume se comparado aos seus álbuns anteriores.

## Antecedentes
Depois de flertar com o pentecostal em 2002 e 2004, Rayssa & Ravel retornaram para o sertanejo em 2005 com o álbum Apaixonando Você. No entanto, em 2006, a dupla começou a trabalhar com o tecladista e produtor Rogério Vieira, responsável pela produção do álbum Mais que Vencedores. O registro seguinte também seria assinado por Vieira.

## Gravação
Como Você Nunca Viu, como o título queria supor, teria a missão de apresentar Rayssa & Ravel em uma roupagem musical totalmente nova. A dupla sertaneja, que já tinha flertado com o pentecostal e com outros gêneros como o pop, resolveu trabalhar em um registro congregacional, com músicas de louvor comunitário. Para isso, a dupla trabalhou com novos compositores, menos canções autorais e com registros vocais diferentes, com canções até mais agudas.

## Lançamento e recepção
| Críticas profissionais | Críticas profissionais |
| Avaliações da crítica  | Avaliações da crítica  |
| Fonte                  | Avaliação              |
| ---------------------- | ---------------------- |
| Super Gospel           | [ 4 ]                  |

Como Você Nunca Viu foi lançado em outubro de 2008 pela gravadora carioca MK Music e dividiu opiniões do público e crítica. O Super Gospel, em análise retrospectiva, considerou que a escolha de Rayssa & Ravel por Rogério Vieira fazia sentido, visto que o músico tinha trabalhado nos álbuns Som de Adoradores (2004) e Caminho de Milagres (2007), de Aline Barros, e que "o resultado não chega a ser um dos melhores momentos da dupla, mas não faz feio perto de registros da mesma época".
A música de trabalho do álbum foi "Consolador", que recebeu versão em videoclipe em 2009. A canção, anos depois, foi regravada pela cantora Damares.

## Faixas
A seguir lista-se as faixas, compositores e durações de cada canção de Como Você Nunca Viu, segundo o encarte do disco.
| N.º            | Título                | Compositor(es)                              | Duração |  |
| 1.             | "Intimidade"          | Anderson Freire                             | 4:24    |  |
| 2.             | "Vou ao Teu Encontro" | Gislaine Mylena                             | 4:17    |  |
| 3.             | "Consolador"          | Anderson Freire                             | 4:46    |  |
| 4.             | "Somente Teu"         | Anderson Freire Gilson Junior Maciel Rayssa | 4:56    |  |
| 5.             | "A Honra"             | Anderson Freire                             | 6:50    |  |
| 6.             | "Como Você Nunca Viu" | Gislaine Mylena                             | 4:53    |  |
| 7.             | "De Joelhos"          | Anderson Freire Rayssa                      | 4:30    |  |
| 8.             | "Vou Clamar"          | Anderson Freire                             | 4:09    |  |
| 9.             | "Sacrifício"          | Adelso Freire Ayra Peres Ravel              | 4:45    |  |
| 10.            | "Leva-me"             | Júnior Maciel                               | 5:12    |  |
| 11.            | "Só o Senhor É Deus"  | Rayssa                                      | 3:31    |  |
| 12.            | "O Toque do Senhor"   | Junior Maciel                               | 5:13    |  |
| Duração total: | Duração total:        | Duração total:                              | 57:47   |  |